# Haidar Al-Shaïbani
Haidar Al-Shaïbani (ur. 31 marca 1984 w Satif) – kanadyjski piłkarz pochodzenia ukraińsko-irackiego występujący na pozycji bramkarza.

## Kariera klubowa
Al-Shaïbani jest synem Ukrainki i Irakijczyka. W 1998 roku wyemigrował z rodziną do Kanady. W 2002 roku rozpoczął tam seniorską karierę w klubie Forest City London. Następnie grał w zespołach London City oraz North York Astros. W 2008 roku został studentem uczelni University of Western Ontario i kontynuował karierę w tamtejszej drużynie piłkarskiej, Western Ontario Mustangs.
W 2009 roku podpisał kontrakt z francuskim Nîmes Olympique z Ligue 2. W tych rozgrywkach zadebiutował 19 kwietnia 2010 roku w zremisowanym 0:0 pojedynku z SM Caen. W sezonie 2010/2011 spadł z zespołem do Championnat National, jednak w następnym awansował z nim z powrotem do Ligue 2.
W 2013 roku odszedł do zespołu Le Puy Foot 43 Auvergne z piątej ligi. W sezonie 2014/2015 awansował z nim do czwartej ligi. W październiku 2017 zakończył karierę.

## Kariera reprezentacyjna
W reprezentacji Kanady Al-Shaïbani zadebiutował 29 maja 2010 roku w zremisowanym 1:1 meczu towarzyskim z Wenezuelą. W 2011 roku został powołany do kadry na Złoty Puchar CONCACAF. Nie zagrał jednak na nim ani razu, a Kanada odpadła z turnieju po fazie grupowej.